# Snieguolė Narevičiūtė
Snieguolė Narevičiūtė  –en ruso, Снегуоле Наревичуте, Sneguole Narevichute– (Šilutė, URSS, 26 de octubre de 1967) es una deportista lituana que compitió para la Unión Soviética en piragüismo en la modalidad de aguas tranquilas. Ganó una medalla de bronce en el Campeonato Mundial de Piragüismo de 1987, en la prueba de K4 500 m.

## Palmarés internacional
| Representando a la URSS |                 |                   |          |
| Campeonato Mundial      |                 |                   |          |
| Año                     | Lugar           | Medalla           | Evento   |
| 1987                    | Duisburgo (RFA) | Medalla de bronce | K4 500 m |